# Grand Place (Tournai)
La Grand-Place è la piazza principale e centro di attività della città di Tournai, nella provincia vallona dell'Hainaut, in Belgio.
Ha una forma triangolare, dove convergono diverse strade antiche.

## Storia

### Origini

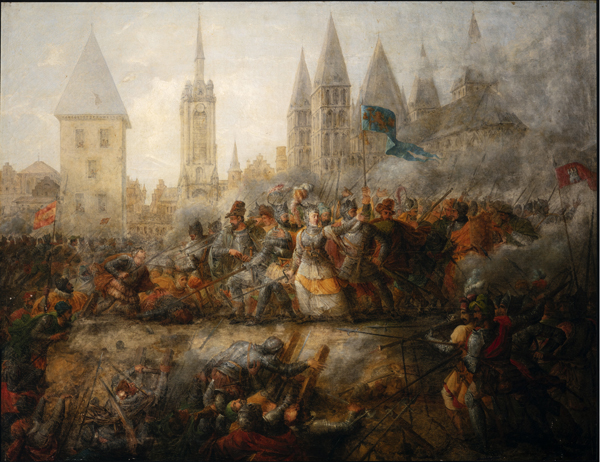
Veduta della piazza in un dipinto di Ph.A.Hennequin, 1824.

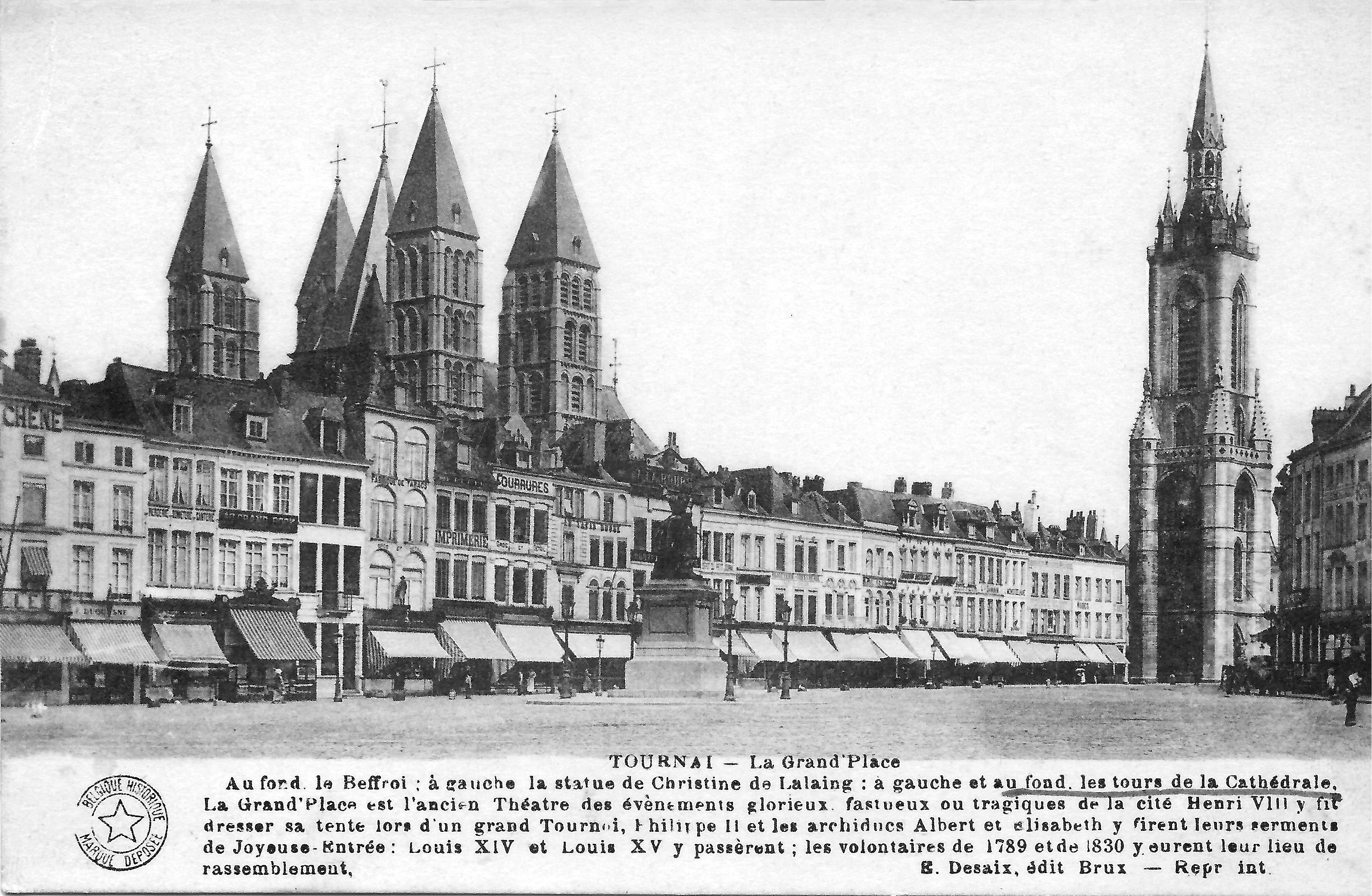
La piazza nel 1910.

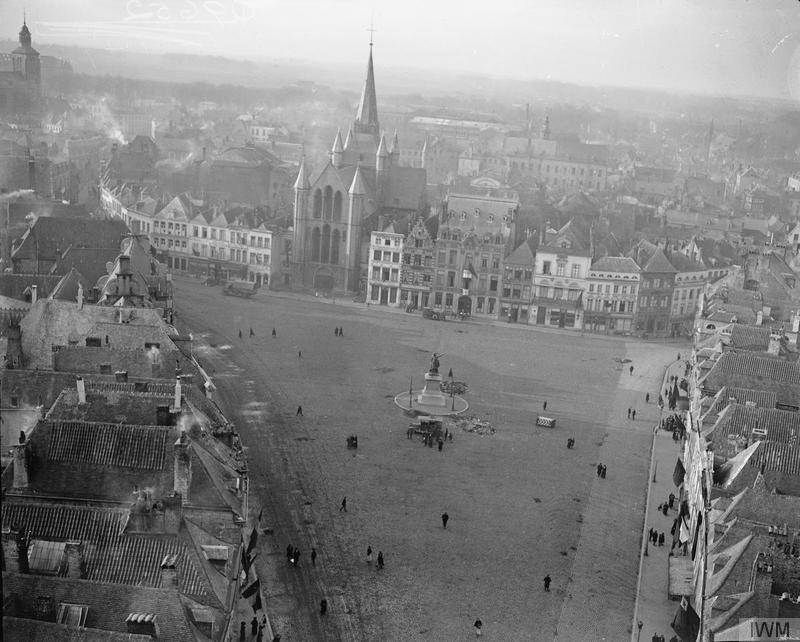
La piazza nel 1918.

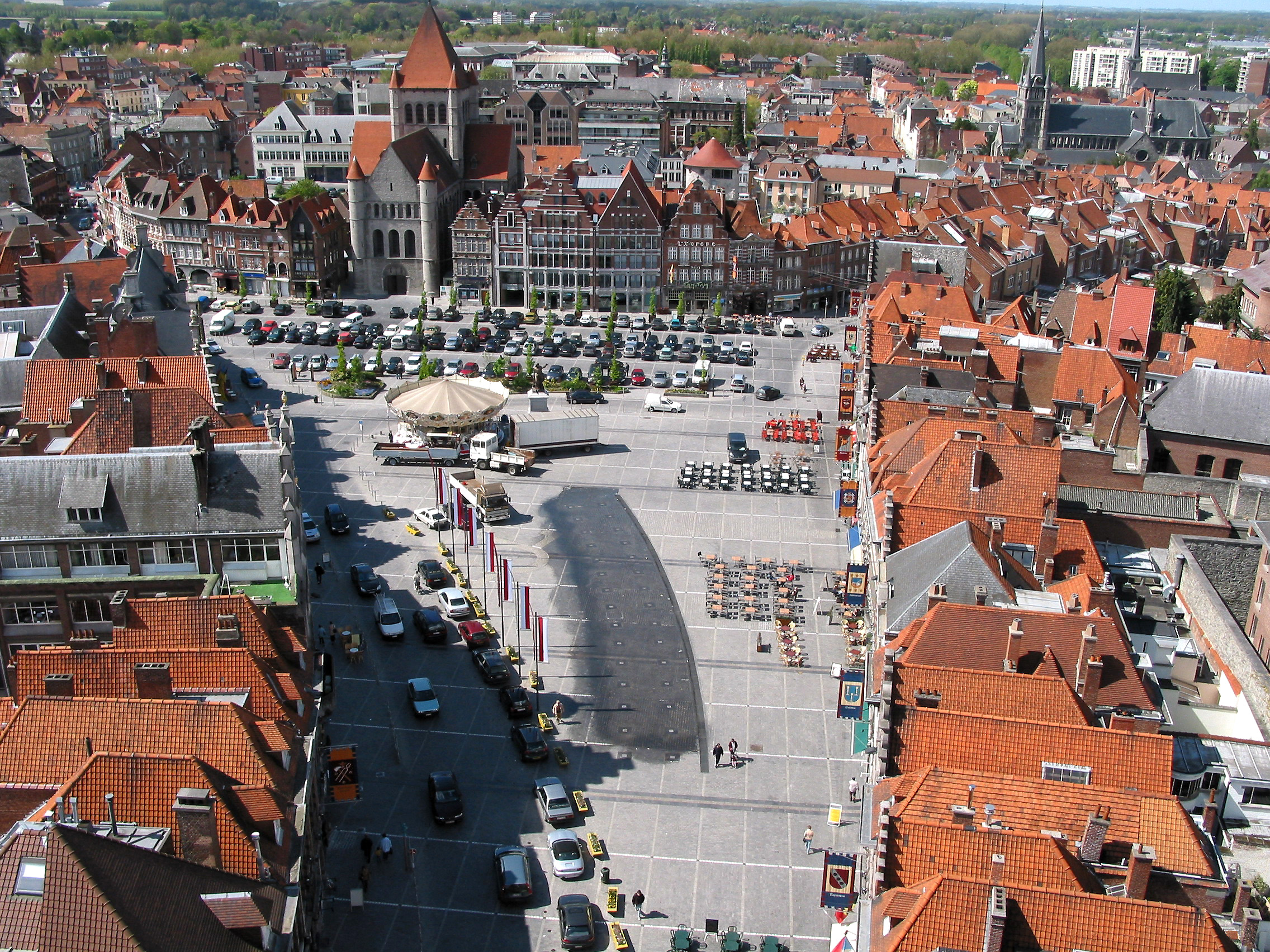
La piazza oggi.

In epoca Gallo-romana il sito attuale della piazza si trovava al di fuori della prima cinta muraria, e fu utilizzato come cimitero, nella sua parte occidentale, dal I al V secolo. Infatti dagli ultimi scavi effettuati in loco sono emersi numerosi reperti, i più recenti sono medaglie con l'effige dell'Imperatore Costantino I.
Nell'era carolingia, quando riprese il commercio in Occidente, il cimitero era già abbandonato da tempo. Questo terreno, detto dei "Maux" dalle assemblee (malli in francese maux) dove veniva amministrata la giustizia, si trovava appena fuori la prima cinta di mura. Nel X secolo da qui usciva una nuova strada in direzione di Lilla, da dove iniziarono a installarsi dei mercanti con le loro bancarelle; pian piano vi si sviluppò un nuovo quartiere detto "du Forum" (del Foro), o "du Marché" (del Mercato).

### Sviluppo e Guerre di religione
Dal XII secolo divenne un grande Mercato che attraeva grandi folle. Quando la città, nel 1187, ricevette il suo statuto, dal re di Francia Filippo Augusto, che garantiva le libertà comunali, gli abitanti di Tournai scelsero la piazza del mercato per edificare la torre civica, simbolo di queste libertà acquisite. Da quel momento, la Grand-Place divenne il centro della vita cittadina. Dal XIII secolo si visse un ulteriore sviluppo delle attività commerciali, tanto che Tournai divenne anche luogo di due importati fiere, una a maggio e una a settembre, che attiravano innumerevoli mercanti stranieri.
Oltre alla sua funzione commerciale, la piazza è anche sempre stata luogo di riunioni e manifestazioni, sia tragiche che ludiche. Da assemblamenti, moti ed eventi sociali a feste ora importanti ora fastose. Come la celebrazione della Liberazione dall'occupazione olandese nel 1830, o in occasioni delle visite ragali. Fra le feste si ricordano quella dei "Trent'uno Re", organizzate a loro spese da un gruppo di ricchi cittadini nel giugno del 1331, o il torneo organizzato per il re Enrico VIII d'Inghilterra.
Tuttavia la piazza servì anche come luogo di esecuzioni. Una gogna si ergeva ai piedi della torre civica e un patibolo era installato di fronte la Casa del balivo. Durante
Durante la Rivolta dei pezzenti della Guerra degli ottant'anni, il governo del Duca d'Alba, fra il 1567 e il 1570, numerosi cittadini furono impiccati, arsi vivi o decapitati sulla Grand-Place per aver lottato contro la tirannia spagnola e l'intolleranza religiosa.

### Storia moderna
L'episodio più tragico nella storia del mercato avvenne il 16 e il 17 maggio 1940 quando l'aviazione tedesca distrusse tutte le case, lasciando in piedi solo poche facciate dei palazzi. Le attività commerciali vennero subito ripristinate, allestendo botteghe provvisorie che formarono una piccola città mercante nel bel mezzo delle macerie.
Durante la ricostruzione, per mantenere il suo carattere nel cuore della città, gli abitanti di Tournai riedificarono la loro Grand-Place ispirandosi ai vecchi edifici. Molti vennero solo restaurati e solo poche case optarono per uno stile contemporaneo.
Ancora oggi il sabato è il giorno del mercato settimanale; dal 1825, il Venerdì santo, vi si tiene il mercato dei fiori. Mentre dal 1998, dopo il rinnovo della piazza, le attività fieristiche sono state spostate in periferia.

## Architettura e monumenti

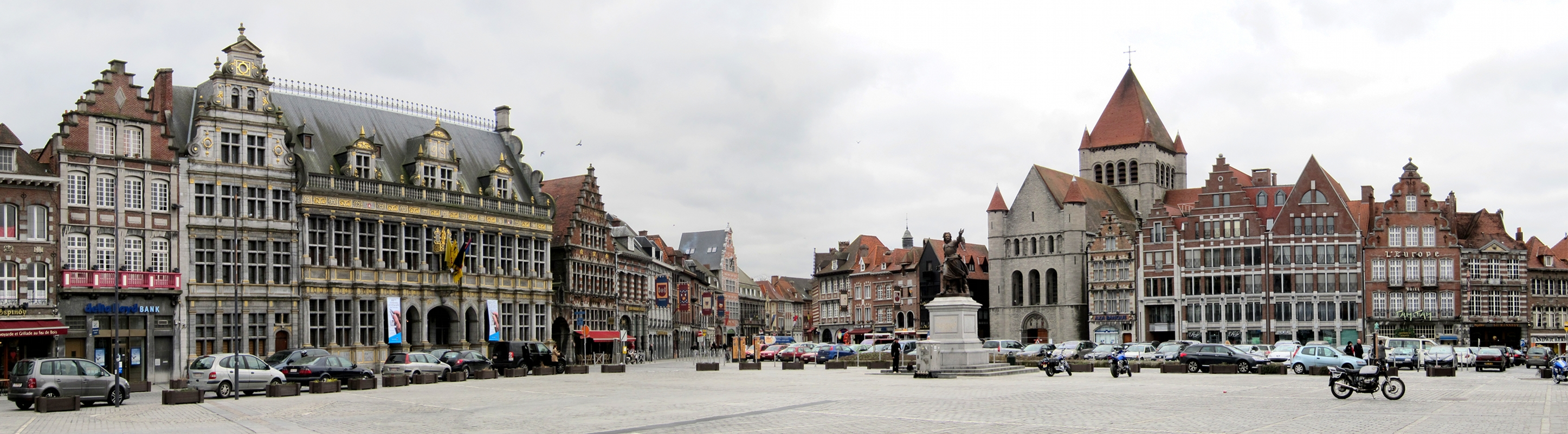
La halle aux draps, la rue des Maux e l'église Saint-Quentin sulla Grand Place di Tournai

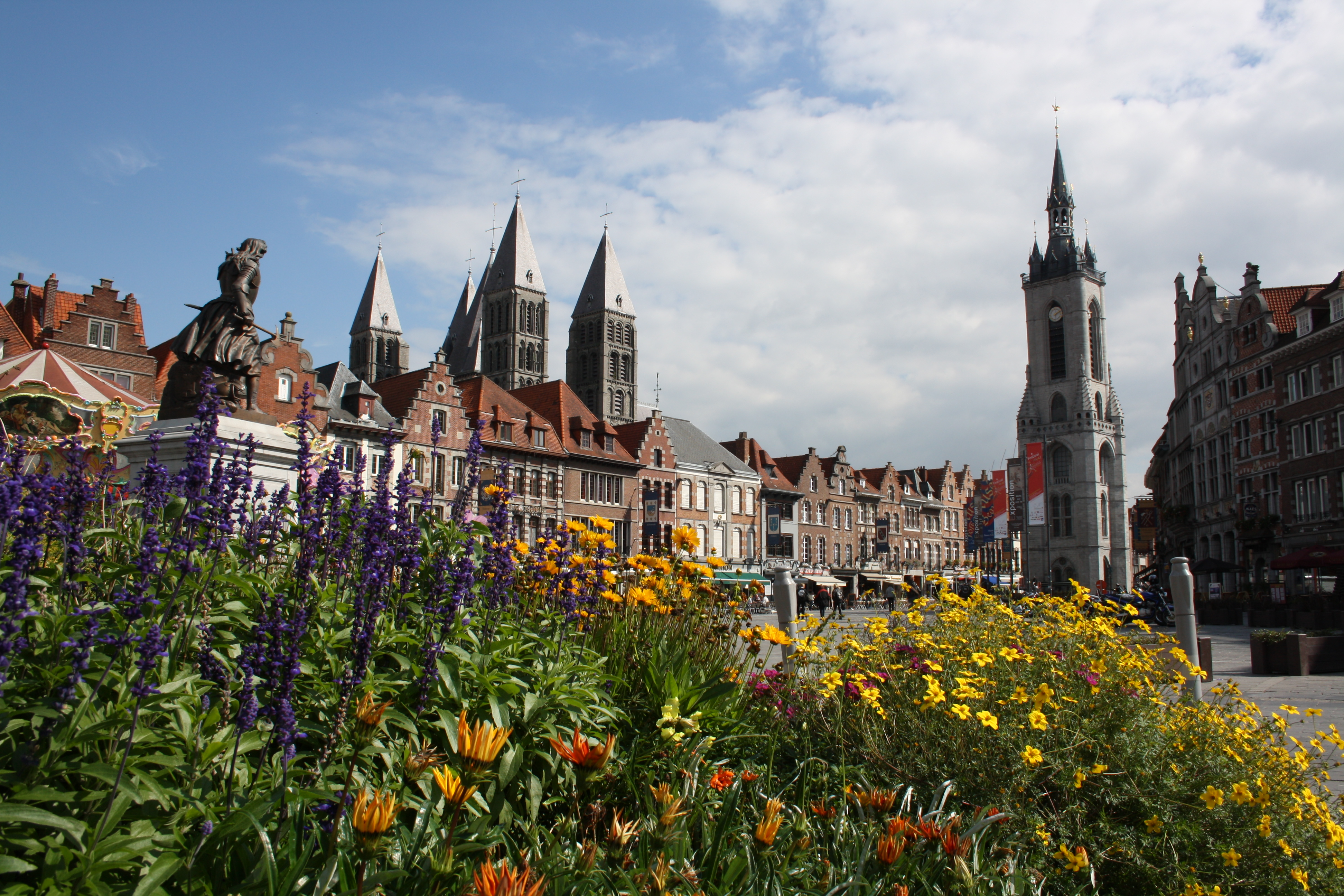
Veduta della piazza.

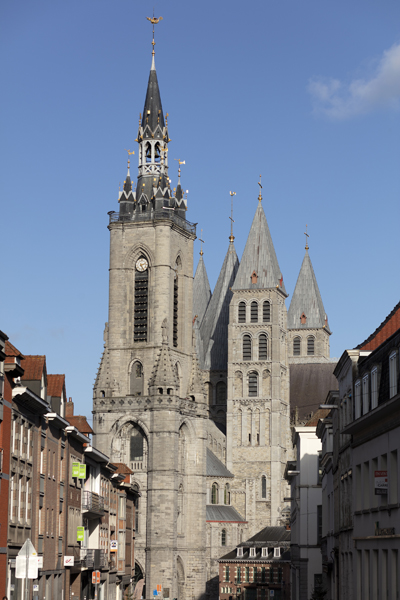
Il Beffroi con la Cattedrale.

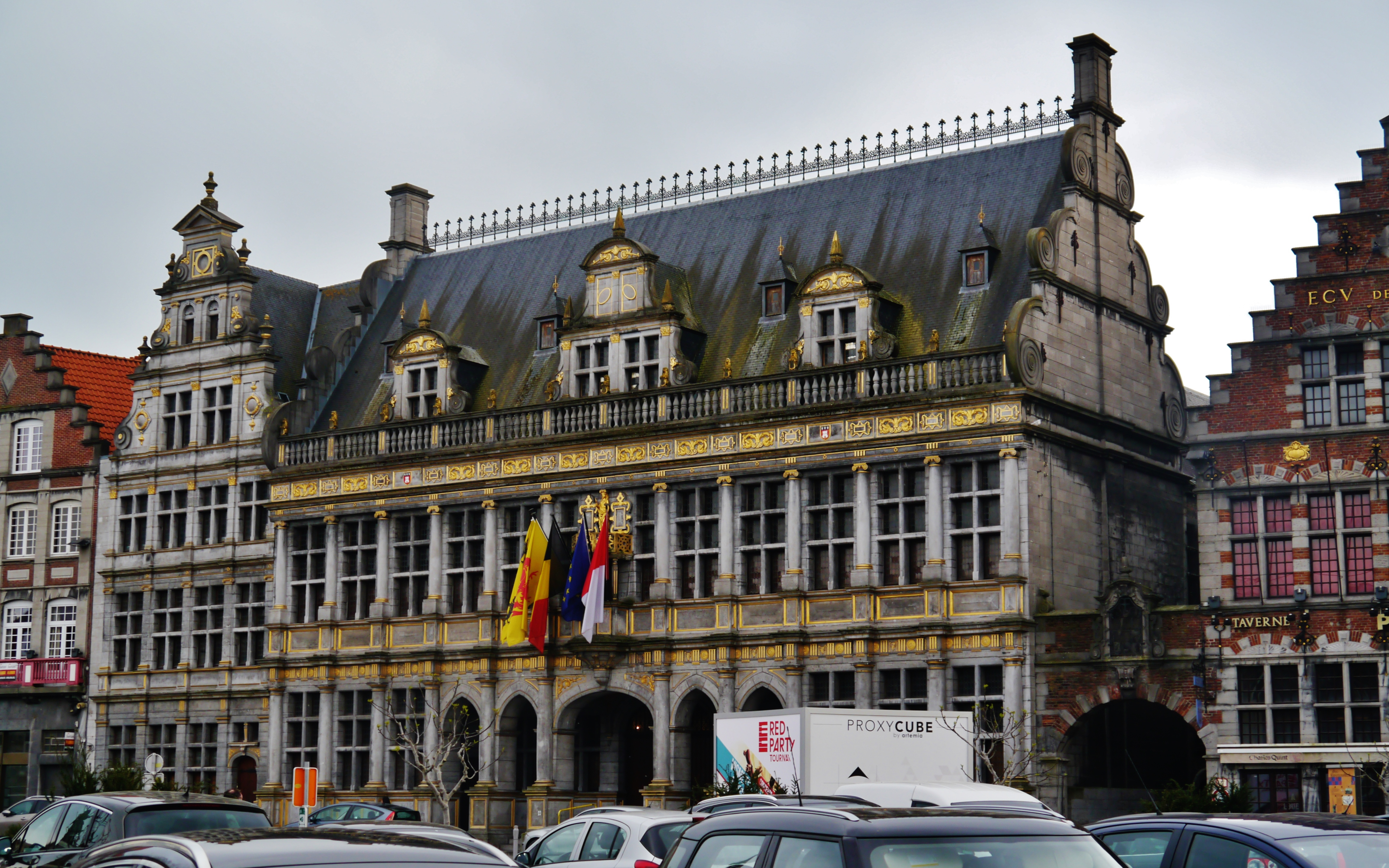
Il Mercato dei tessuti con l'attigua Conciergerie.

La Grand-Place presenta una forma triangolare, è circondata da infilate di belle case a frontoni e dominata dalla Torre civica, la più antica del Belgio. Al di sopra del lato nord)orientale svettano le cinque torri della Cattedrale.
L'insieme degli edifici costitisce un panorama cinque-seicentesco. La gran parte venne fedelmente e amorevolmente ricostruita dopo la Guerra, solo pochi edifici vennero rifatti in uno stile moderno.

### Edifici principali

#### Torre civica
Il Beffroi è la torre civica più antica del Belgio. Alta 72 metri, venne iniziata nel 1187. Nel 1294 vi furono aggiunte le quattro torrette angolari. Racchiude un carillon di 43 campane fuse tra i secoli XVI e XIX.

#### La Halle aux draps
Fu in questo spazio che i mercanti si stabilirono per vendere le lenzuola e i tessuti, da cui il nome, Halle aux draps. Nel XIII secolo, il vescovo di Tournai, Walter de Marvis, ordinò di costruire un edificio sulla Grand-Place. La città di Tournai, nel 1227, fu costretta a trasformare in luogo per il mercato dei tessuti una casa chiamata "al Treille" dopo che la città aveva violato il diritto di asilo al capitolo della cattedrale. Il manufatto venne costruito in legno. Nel 1606, una tempesta lo rovesciò e venne ricostruito, quattro anni dopo, in stile composito dal maestro muratore di Tournai Quentin Rat su probabile disegno del pittore Jacques Van den Steen. Gli archi ogivali del piano terra della facciata ricordano lo stile gotico, il primo piano è rinascimentale e i frontoni sono barocchi. Il cortile con le gallerie interne, costruito da Gerard Spelbault nel 1616, imita le corti italiane. Nel 1881, l'edificio crollò e venne ricostruito identico per fungere da museo comunale. Le bombe incendiarie del 1940 non risparmiarono l'edificio e la costruzione dovette essere completamente restaurata. Recentemente (1998), la sua facciata è stata rinnovata. Ora ospita mostre temporanee e viene affittata per eventi di diverso genere.

### Altri edifici
Il lato meridionale presenta gli edifici più rimarcabili, fra cui spiccano:
- n° 63 e 64: Bailliage de Tournai. Le case gemelle del Baliato. Il, Bailliage de Tournai o del Tournaisis, venne istituito il 20 giugno 1383 per ordinanza del re Carlo VI di Francia. Tuttavia il balivo aveva la sola carica di rappresentanza del re e risiedeva nel Municipio; non poteva esercitare il suo potere né sulla città e né sul contado. Infatti il Comune di Tournai conserverà la sua autonomia fino al 1539, quando l'imperatore Carlo V limitò il potere cittadino e decise di ripristinare il ruolo del Baliato. La sede venne allora stabilita in un'antica casa, detta La Couronne (la Corona), sulla Grand-Place; e le magistrature cittadine in semplice delegati imperiali. Nel 1612 le case vennero ricostruite in stile rinascimentale e gli stemmi degli arciduchi Alberto d'Austria e Isabella di Spagna vennero apposti sulla facciata. Durante l'occupazione austriaca, sostituisce il baliato con un Consiglio provinciale: il Conseil provincial du Tournaisis, a sua volta soppresso nel 1794 dopo l'invasione Francese.
- n° 56: Conciergerie des Halles; La Portineria del Mercato dei tessuti, adiacente a quest'ultimo, venne eretta nel 1612 sullo stile delles Halles[2]
- n° 55:L'Écu de France (Scudo di Francia); con la facciata aperta da grandi finestre crociate e dominata dal grande frontone triangolare a gradoni, venne eretto nel 1642, ma venne completamente ricostruito dopo la Seconda guerra mondiale.
- n° 54: Le Cerf (Il Cervo); eretto nel 1642, venne completamente ricostruito dopo la Seconda guerra mondiale.
- Église Saint-Quentin. Sul lato occidentale della piazza si erge la Chiesa di san Quintino, eretta nel XII secolo in uno stile di transizione dal romanico al gotico[3]. Nel XIV secolo venne modificata in stile gotico e fu aggiunta la torre centrale, e nel 1464 il deambulatorio e le cappelle. Duramente colpita durante la Seconda guerra mondiale, venne restaurata riporatandola alle forme romaniche.
- Princesse d'Épinoy. Al centro della Grand-Place si erge la statua in bronzo, del 1863, dedicata a Christine de Lalaing, moglie del Governatore di Tournai Pierre de Melun, principe d'Épinoy. Suo marito dovette partire per attaccare Gravelines e affidò la difesa della città al suo luogotenente e a lei. Durante l'assedio della città del 1° ottobre 1581 ad opera degli Spagnoli guidati dal comandante Alessandro Farnese, Christine guidò e incoraggiò le milizie civiche dandone esempio in prima persona. Leggenda diffusa nel XIX secolo.
- La Grange des dîmes de Saint-Martin (Granaio delle Decime di San Martino). Appena fuori la Grand-Place, all'inizio di Rue des Maux, sorge il granaio dove l'Abbazia di san Martino raccoglieva e conservava il grano proveniente dalle tasse, chiamate "Decime", imposte sulle terre che gli appartenevano e che era destinato ad essere venduto sul mercato principale di Tournai. La grande facciata aperta da finestre crociate e dominata dall'alto frontone si è salvata dai bombardamenti. Una nicchia ospita in alto la statua di San Martino che si taglia il mantello per darne metà ad un povero, figura che viene solitamente indicata come Charité-Saint-Martin. Tra le iscrizioni che appaiono sulla facciata, notiamo quella, dorata, "PAX SIT HUIC DOMUI" che può essere tradotta come "la pace sia su questa dimora". Un'altra iscrizione e uno stemma ricordano che questa casa fu costruita nel 1663 dall'abate di Saint-Martin, Antoine de Roore ("Devise omnia vanitas" che significa "Tutto è Vanità").

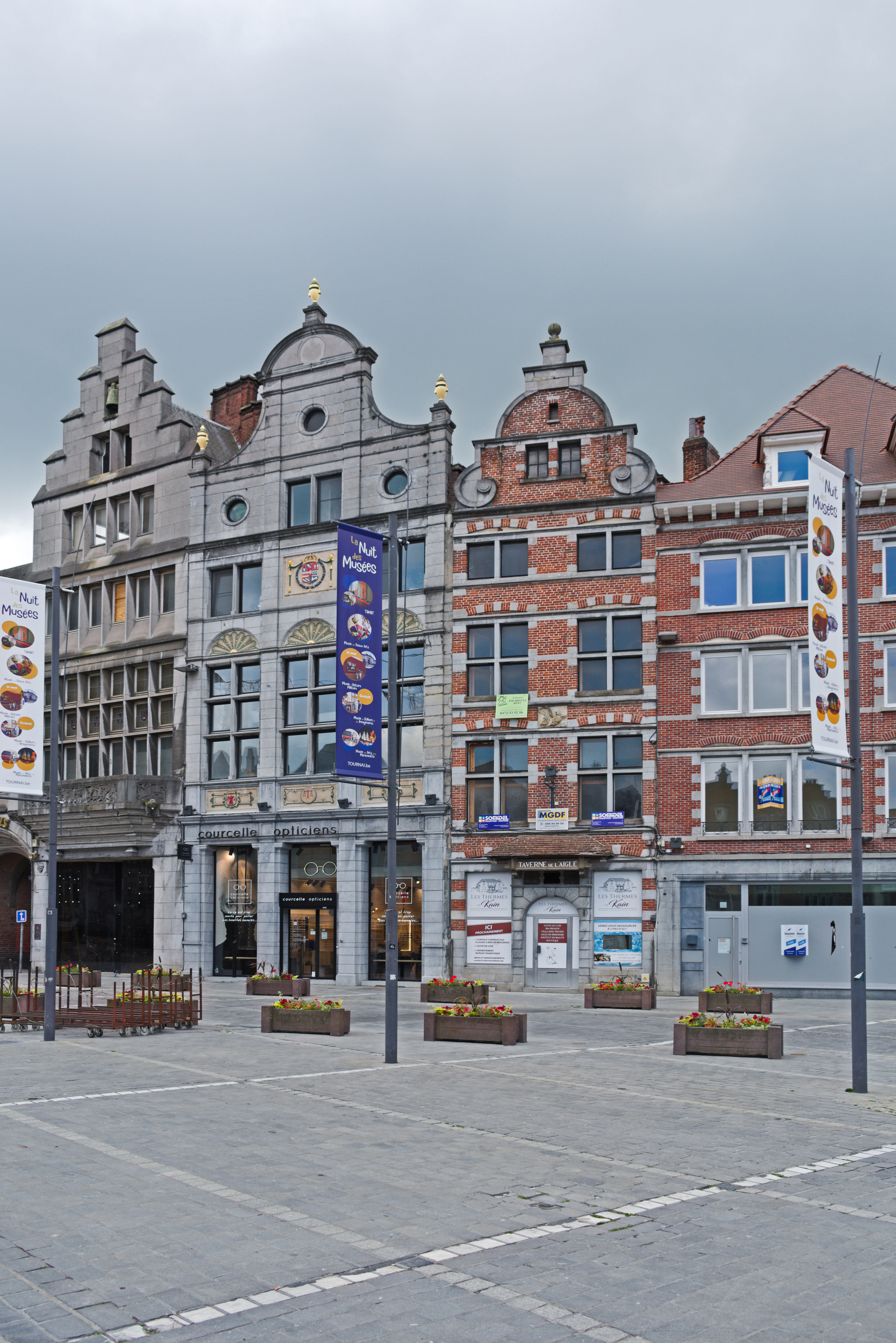
Le Case del Baliato
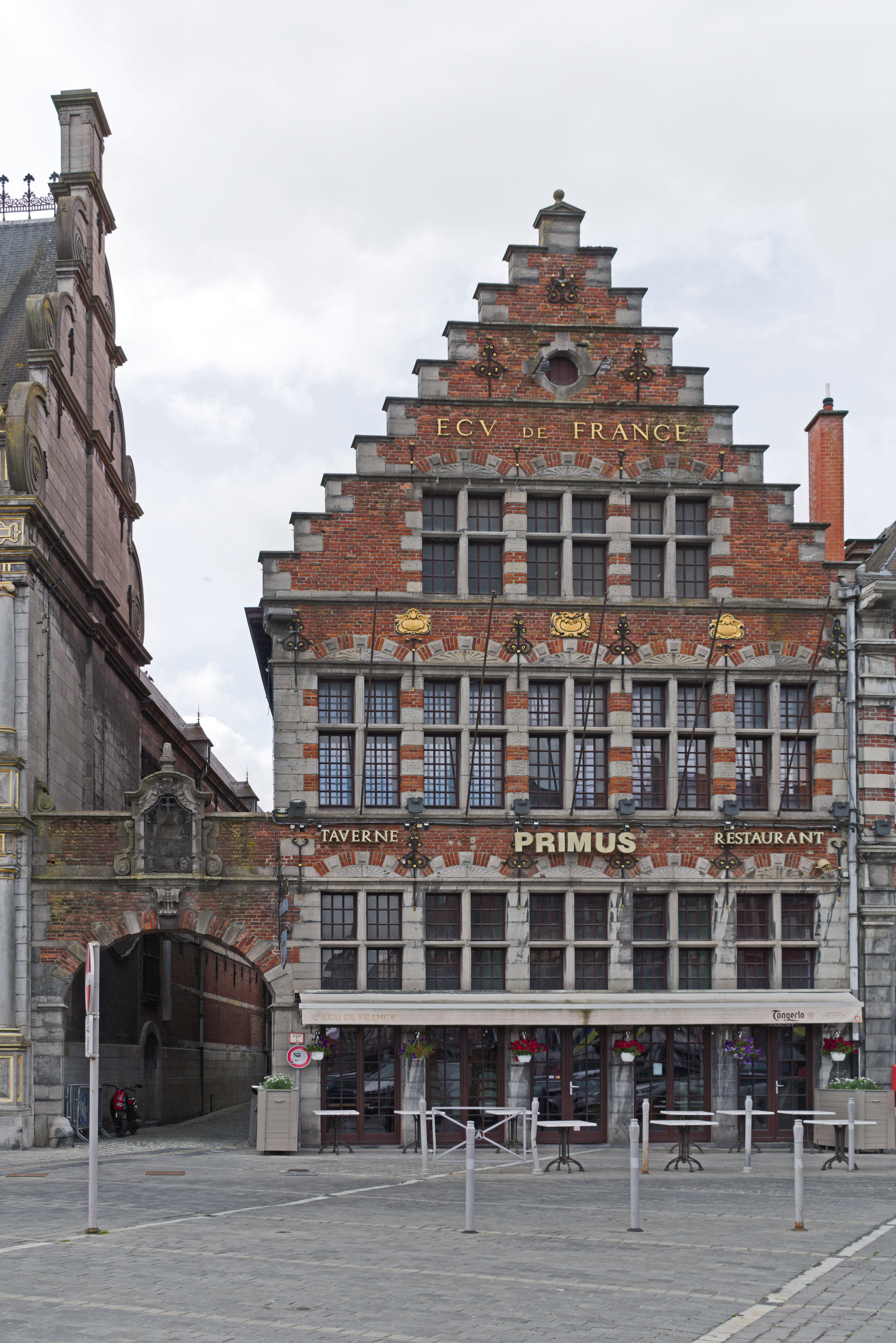
L'Écu de France
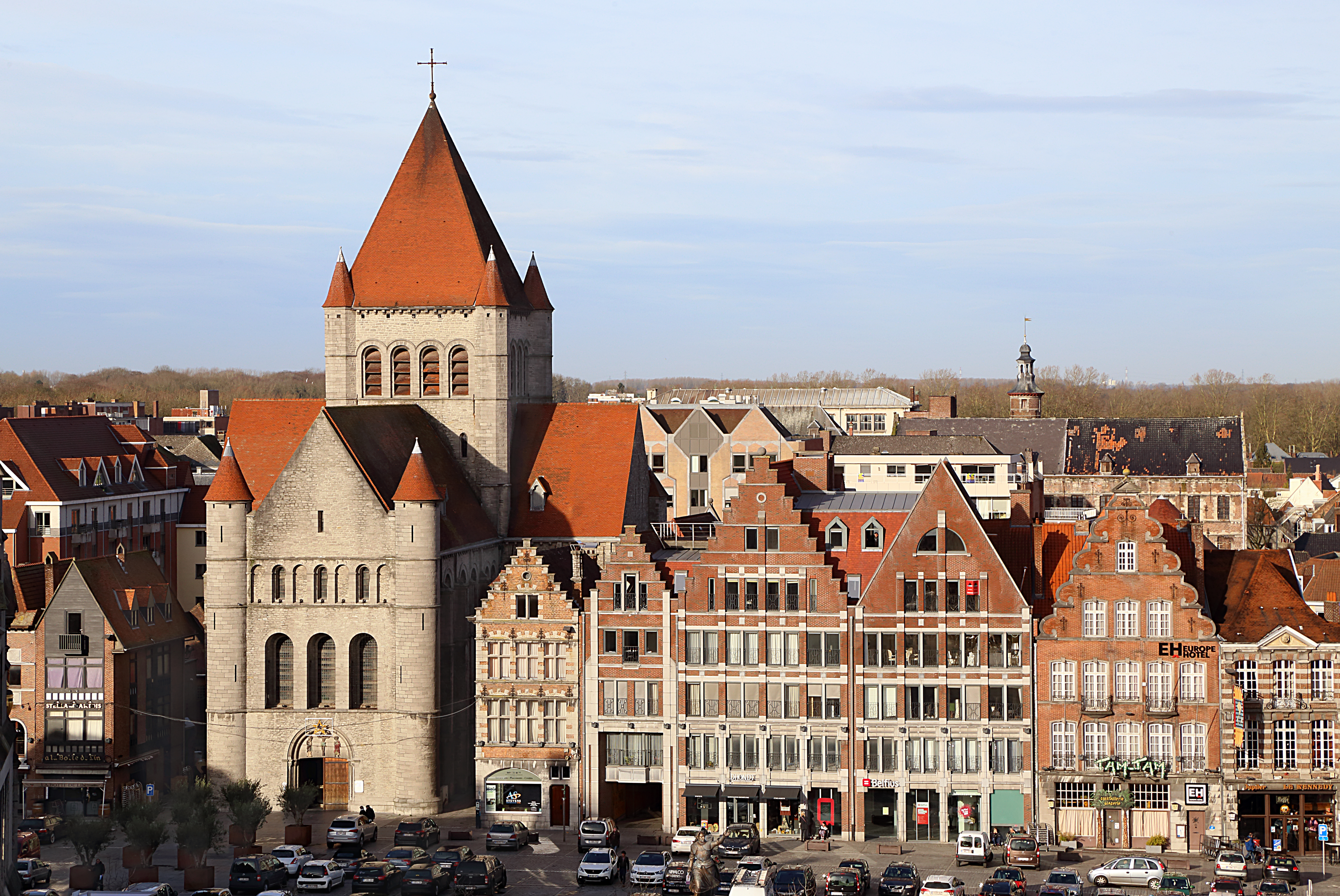
La Chiesa di San Quintino
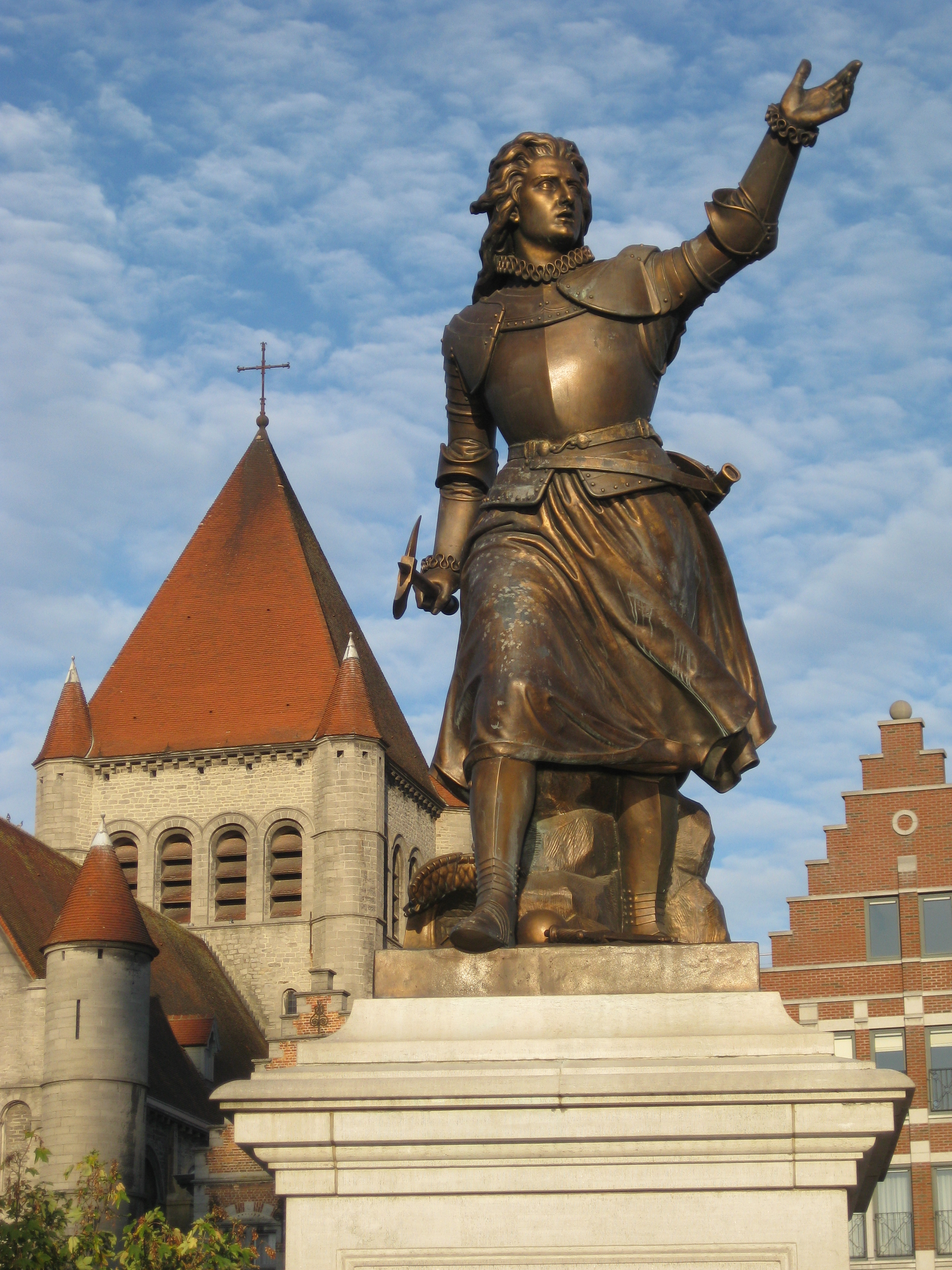
La Statua della Principessa d'Épinoy
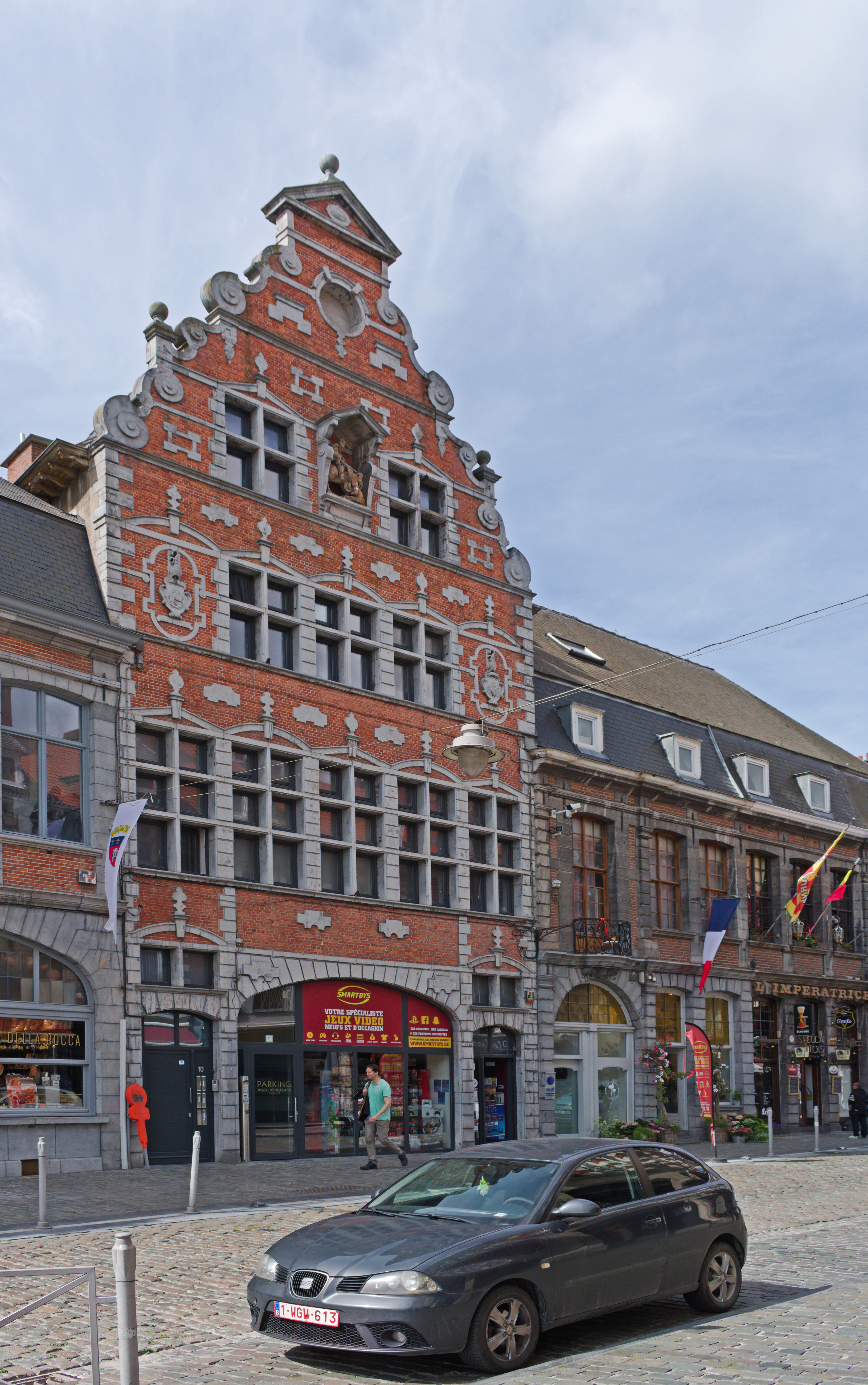
La Grange des dîmes de Saint-Martin

## Attività
Luogo di commercio, fiere ed eventi, la Grand-Place conferisce alle "terrazze" un'atmosfera d'altri tempi. Nei giorni di sole, il cuore della città batte nelle affollate terrazze dei ristoranti. Tutti i desideri culinari possono essere soddisfatti: snack, dolci o un pasto tipico accompagnato da una birra regionale.